# 心叶球柄兰
心叶球柄兰（学名：Mischobulbum cordifolium）为兰科球柄兰属下的一个种。該物種主要分布于广西、福建、台湾、广东、香港和云南、越南，是中國国家Ⅱ级重点保护野生植物。